# أحمد بن سليمان اللهيب
أحمد بن سليمان اللهيب شاعر وناقد سعودي، ولد في القصيم عام 1391هـ (1971م)، صدر له العديد من الدواوين الشعرية والمؤلفات النقدية من بينها ديوان (في مدارات الوجد)، وكتاب (حتى يكون شعراً).

## التعليم
- حاصل على درجة الدكتوراه من جامعة القصيم عام 2019، وقدّم رسالة بعنوان«الاتجاهات البلاغية في مجلة فصول 1980 - 2016».[4]
- حاصل على درجة الماجستير في الأدب العربي الحديث من جامعة الملك سعود عام 1422هـ.[5]

## العمل
- يعمل رئيسا لقسم اللغة العربية في الإدارة العامة للتعليم في منطقة القصيم، وعمل معلماً للغة العربية في إدارة التربية والتعليم بالقصيم.
- عيّن عضواً في مجلس إدارة نادي القصيم الأدبي عام 1427هـ.[6]
- أسس جماعة الشعر في نادي القصيم الأدبي عام 1427هـ.[7]

## إصدارات
- ديوان (النبع الحزين). صدر عن نادي القصيم الأدبي عام 1424هـ.[8]
- ديوان (حين النوافذ امرأة) صدر عن دار المفردات عام 1427هـ.[9]
- (صورة المرأة في شعر غازي القصيبي) صدر عن دار الطليعة الجديدة في دمشق. والكتاب عبارة عن رسالة علمية تقدم بها لنيل درجة الماجستير في الأدب العربي الحديث من كلية الآداب قسم اللغة العربية في جامعة الملك سعود بالرياض.[10]
- ديوان (قربان لحزن لا يبصر) صدر عن مؤسسة الدوسري للثقافة والإبداع في البحرين عام 1432هـ.[11]
- (صالح الوشمي شاعراً: دراسة فنية) صدر عن دار أثر عام 1434هـ.[12]
- (حتى يكون شعراً: يليه دراسات في الشعر السعودي) صدر عن دار المفردات عام 1436هـ.[13]
- (أوراق من حلم لم ينته) صدر عن دار أثر عام 1436هـ.[14]
- (نظرات في الشعر العربي) صدر عن كتاب المجلة العربية عام 1437هـ.[15]
- ديوان (في مدارات الوجد). صدر عن نادي الرياض الأدبي عام 2018م.[16]
- اتجاهات البلاغة الجديدة في مجلة فصول (1980-2016م). صدر عن نادي القصيم الأدبي 2020م.[17]
- (التراث البلاغي في مجلة فصول). صدر عن دار الانتشار العربي 2020م.[18]
- ديوان (مدونة مهجورة لرحيل آخر). صدر عن نادي الجوف الأدبي عام 2021م.